# Tărnak, Vrața
Tărnak (în bulgară Търнак) este un sat în comuna Beala Slatina, regiunea Vrața,  Bulgaria. 

## Demografie
Componența etnică a satului Tărnak
     Bulgari (53,19%)
     Romi (12%)
     Nicio identificare (34,09%)
     Altele (1,06%)
La recensământul din 2011, populația satului Tărnak era de 1.408 locuitori. Din punct de vedere etnic, majoritatea locuitorilor (53,19%) erau bulgari, cu o minoritate de romi (12%). Pentru 34,09% din locuitori nu este cunoscută apartenența etnică.